# أوسكار مونيوث (مصارع رياضي)
أوسكار مونيوث (بالإسبانية: Oscar Muñoz)‏ هو مصارع رياضي كولومبي، ولد في 28 نوفمبر 1964.

## وصلات خارجية
- أوسكار مونيوث على موقع قاعدة بيانات المصارعة الدولية (الإنجليزية)
- أوسكار مونيوث على موقع أوليمبيديا (الإنجليزية)